# Anna Gunnarson
Anna Karin Maria Gunnarson, född den 15 augusti 1986 i Norrköping, är en svensk skådespelare.

## Biografi
Gunnarson har bland annat utbildat sig vid dansforums 3-åriga artistutbildning Performing Art School i Göteborg. Förutom att hon medverkat vid ett flertal teateruppsättningar så har hon medverkat i TV-serien Ambassadören där hon spelade karaktären Isabelle, en av huvudrollerna. Hon har även medverkar i SVT-serien Spookys där hon spelade rektor Ruby även det en av huvudrollerna.

## Filmografi (i urval)
- 2020 – Ambassadören (TV-serie)
- 2020–2023 – Spookys (TV-serie)